# Повені в Емілії-Романьї (2023)
У містах Болонья, Чезена, Форлі, Равенна та Ріміні в регіоні Емілія-Романья в Італії низка повеней почалася між 2 і 3 травня 2023 року, в результаті чого загинуло двоє людей. Починаючи з 16 травня 2023 року, тривали сильні вторинні повені, що призвели до загибелі щонайменше 14-ти людей, а 36 000 змушені залишити свої місця.
Така ж кількість дощу, яка зазвичай випадає за сім місяців, випала за два тижні, спричинивши розлив 23-х річок по всьому регіону. Тоді як у деяких районах майже половина середньорічної кількості опадів випала лише за 36 годин. Крім того, в цьому районі сталося 300 зсувів і 43 міста та селища були затоплені. Попередня сума збитків склала щонайменше 5 млрд євро ( 5,4 млрд доларів США ).

## Реакція
Увечері 16 травня Маттео Сальвіні, віце-прем'єр-міністр Італії та міністр інфраструктури і транспорту, опублікував твіт, в якому пов'язав трагічні наслідки повені з поразкою «Мілана» (команди, за яку він вболівав) проти «Інтера» в півфіналі Ліги чемпіонів УЄФА 2023 року. Він написав: «Серце і відданість громадянам Емілії-Романьї, які борються проти води і бруду. ФК „Мілан“ без серця, сили духу та ідей не заслуговує навіть на думку» Сальвіні, який мав брати безпосередню участь в управлінні надзвичайною ситуацією через свої політичні обов'язки, пізніше видалив цей твіт, але, тим не менш, був підданий жорсткій критиці за очевидну відсутність смаку та емпатії.
Кілька членів провідної на той час партії країни «Брати Італії» (FdI), а також праві газети, такі як Libero і La Verità, звинуватили очолюваний Демократичною партією регіональний уряд у прямій відповідальності за повені, нібито через погане утримання берегів річок.
Мер Равенни Мікеле Де Паскаль назвав повені «найгіршою катастрофою за останнє століття».

## Галерея

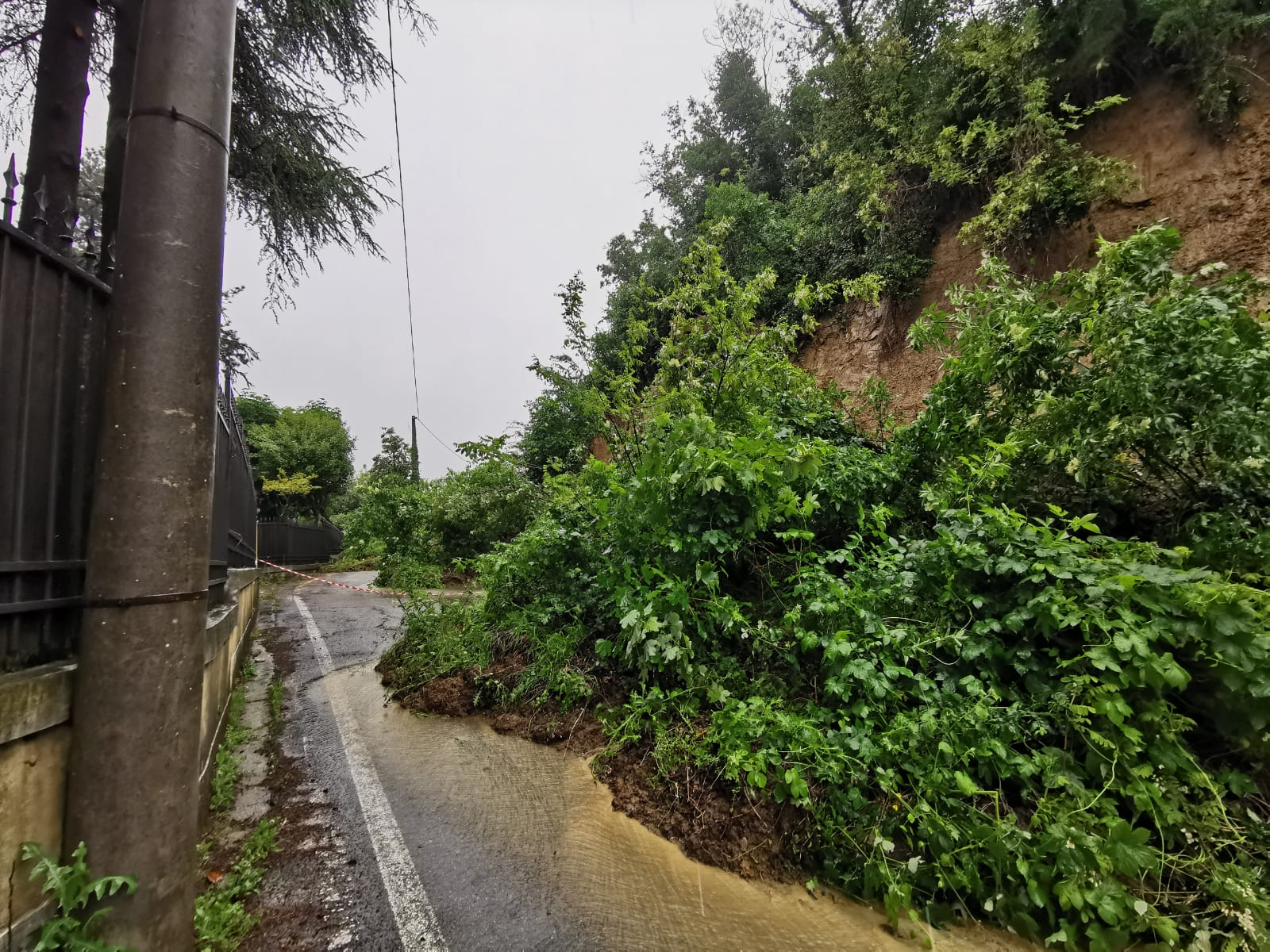
A landslide in Sasso Marconi, Bologna
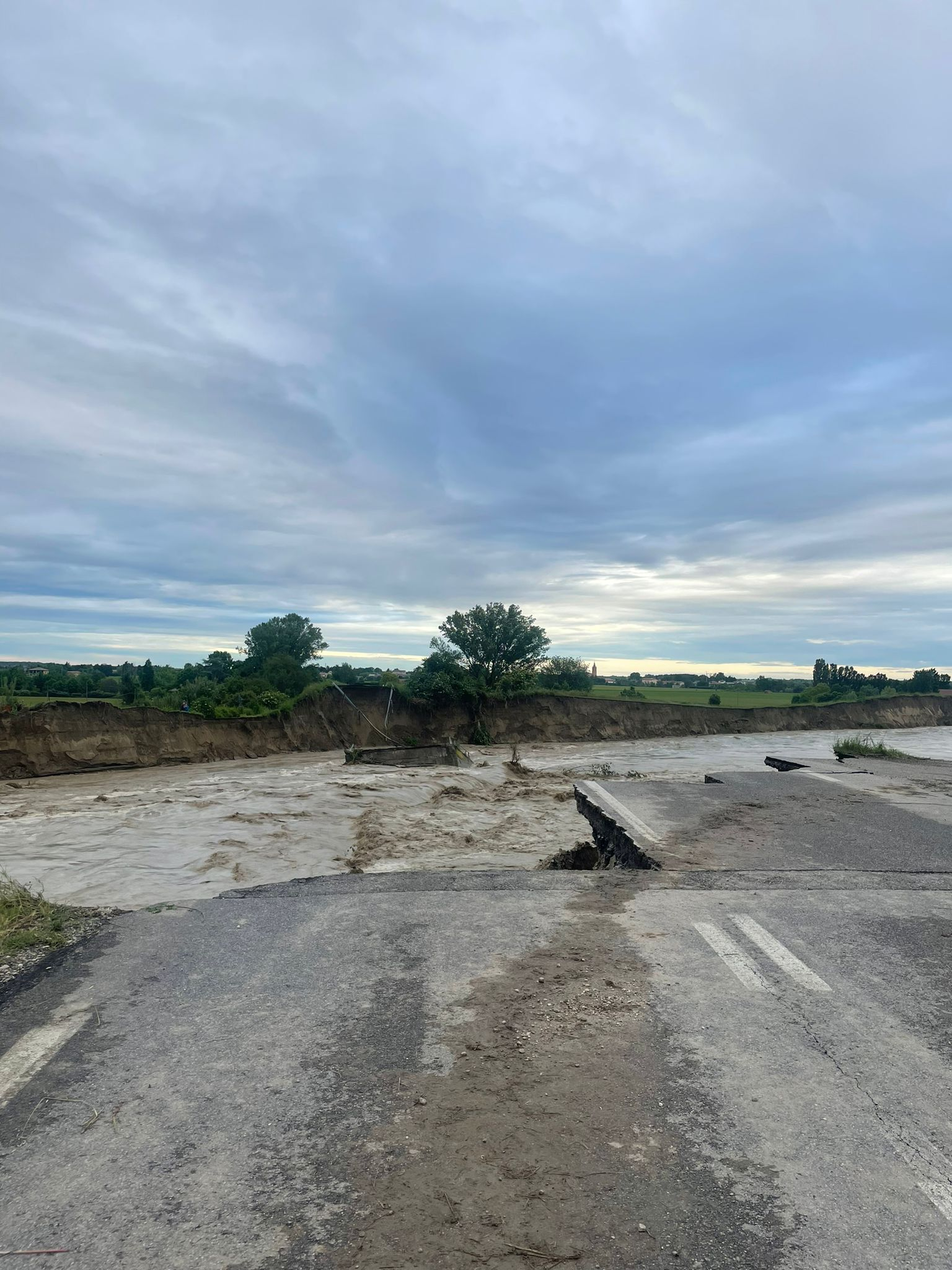
A collapsed bridge in Molinella, Bologna